# Adrian Knup
Adrian Knup (ur. 2 lipca 1968 w Liestal) – piłkarz szwajcarski grający na pozycji napastnika.

## Kariera klubowa
Pierwszym klubem w karierze Knupa był FC Basel. W jego barwach zadebiutował w 1986 roku w Nationalllidze A. W drużynie tej miejsce w składzie wywalczył dopiero w swoim trzecim sezonie gry, czyli 1987/1988 i zdobył wtedy 11 goli. W 1988 roku Knup na sezon przeszedł do FC Aarau, w którym z 13 golami na koncie stał się jednym z najlepszych strzelców ligi i zapewnił klubowi utrzymanie w ekstraklasie na kolejny sezon. W 1989 roku zmienił jednak barwy klubowe i został zawodnikiem ówczesnego mistrza kraju, FC Luzern. Z zespołem tym zagrał w Pucharze Mistrzów, ale odpadł już w pierwszej rundzie z PSV Eindhoven. W linii ataku Knup grał z Duńczykiem Johnem Eriksenem, ale nie zdobywał tyle bramek co w poprzednich sezonach, a i Luzern grało słabiej. W Lucernie spędził trzy pełne sezony i przez ten czas rozegrał 75 meczów i strzelił 20 goli.
W 1992 roku Knup został piłkarzem klubu Bundesligi, VfB Stuttgart. W Zadebiutował w nim 22 sierpnia w wygranym 3:0 meczu z 1. FC Nürnberg i 2 minuty po wejściu na boisku zdobył trzeciego gola. Wespół z Fritzem Walterem stworzył bramkostrzelny atak i w pierwszym sezonie strzelił 10 goli, a w drugim powtórzył to osiągnięcie, a ze Stuttgartem dwukrotnie zajął. 7. miejsce w lidze. W 1994 roku Knup trafił do Karlsruher SC. Grał w nim przez 2 sezony, a pod koniec sezonu 1995/1996 wyjechał do tureckiego Galatasaray SK, w którym zagrał 5 meczów i zdobył 2 bramki. Sezony 1996/1997 oraz 1997/1998 Knup spędził w swoim pierwotnym klubie, FC Basel, a w 1998 z powodu kłopotów zdrowotnych zakończył piłkarską karierę w wieku 30 lat.
| Sezon   | Klub           | Kraj       | Rozgrywki                 | Mecze | Bramki |
| ------- | -------------- | ---------- | ------------------------- | ----- | ------ |
| 1985/86 | FC Basel       | Szwajcaria | Nationalliga A            | 7     | 0      |
| 1986/87 | FC Basel       | Szwajcaria | Nationalliga A            | 0     | 0      |
| 1987/88 | FC Basel       | Szwajcaria | Nationalliga A            | 33    | 11     |
| 1988/89 | FC Aarau       | Szwajcaria | Nationalliga A            | 33    | 13     |
| 1989/90 | FC Luzern      | Szwajcaria | Nationalliga A            | 33    | 9      |
| 1990/91 | FC Luzern      | Szwajcaria | Nationalliga A            | 35    | 6      |
| 1991/92 | FC Luzern      | Szwajcaria | Nationalliga A            | 6     | 5      |
| 1992/93 | VfB Stuttgart  | Niemcy     | Bundesliga                | 26    | 10     |
| 1993/94 | VfB Stuttgart  | Niemcy     | Bundesliga                | 27    | 10     |
| 1994/95 | Karlsruher SC  | Niemcy     | Bundesliga                | 16    | 6      |
| 1995/96 | Karlsruher SC  | Niemcy     | Bundesliga                | 23    | 5      |
| 1995/96 | Galatasaray SK | Turcja     | Süper Lig                 | 5     | 2      |
| 1996/97 | FC Basel       | Szwajcaria | Nationalliga A            | 9     | 5      |
| 1997/98 | FC Basel       | Szwajcaria | Nationalliga A            | 20    | 3      |
|         |                |            | Łącznie w Nationallidze A | 176   | 52     |
|         |                |            | Łącznie w Bundeslidze     | 92    | 31     |
|         |                |            | Łącznie w Superlidze      | 5     | 2      |

## Kariera reprezentacyjna
W reprezentacji Szwajcarii Knup zadebiutował 11 października 1989 roku w zremisowanym 2:2 meczu z Belgią, rozegranym w ramach eliminacji do Mistrzostw Świata we Włoszech i już w debiucie zdobył gola. Za kadencji Uli Stielike występował w eliminacjach do Euro 92, a gdy selekcjonerem został Roy Hodgson, był członkiem kadry na MŚ w USA. Tam wystąpił w dwóch grupowych meczach: wygranym 4:1 z Rumunią, w którym zdobył 2 gole oraz przegranym 0:2 z Kolumbią. Ze Szwajcarią odpadł w 1/8 finału po porażce 0:3 z Hiszpanią. Knup zagrał także w eliminacjach do Euro 96, ale na turniej nie pojechał z powodu kontuzji. Karierę reprezentacyjną kończył w 1996 roku. W reprezentacji wystąpił w 48 meczach i strzelił 26 goli.